# Adán y Eva (Durero)
Adán y Eva (en alemán,  Adam und Eva) es una pareja de pinturas (las primeras con desnudos a tamaño natural) realizada por el artista alemán Alberto Durero (Albrecht Dürer). Están pintadas al óleo sobre tabla de pino. Datan del año 1507, según consta en un cartel junto a Eva. Ambas miden 209 cm de alto, y en cuanto a la anchura, una mide 81 cm. y la otra 80. Se exhiben en el Museo del Prado de Madrid (España).

## Historia
Durero pintó estas dos tablas después de su segundo viaje a Venecia, durante el cual el pintor profundizó en el dominio del color y, además, buscó, incluso matemáticamente, la forma ideal. Son obras pioneras para su época, ya que si bien el tema de desnudo era usual en la Europa del Renacimiento, mayormente se representaba en formatos pequeños, en cuadros para el coleccionismo particular así como en grabados y dibujos; resultaba atípico plasmar desnudos a tamaño natural y especialmente en pintura no mural. Los escasos precedentes conocidos son murales de edificios religiosos donde Adán y Eva aparecen integrados en una narración bíblica más amplia.
No subsisten testimonios documentales sobre quién encargó estas pinturas. Se sabe que a finales del siglo XVI colgaban en el Ayuntamiento de Núremberg, pero los historiadores discrepan sobre cómo llegaron allí; según una hipótesis, la viuda de Durero (Agnes Frey) las vendió a las autoridades municipales, pero según la creencia mayoritaria fueron encargadas al artista por el propio Ayuntamiento. El énfasis dado a los desnudos hace improbable que se pintasen para una institución religiosa, y su gran formato no parece propio de un encargo particular sino institucional.
A finales del siglo XVI ambas obras pasaron al castillo de Praga, regaladas por la ciudad de Núremberg al monarca Rodolfo II, que era muy aficionado a los cuadros de desnudos. Previamente a la entrega, el Ayuntamiento encargó copias de las obras, que conservó hasta la invasión napoleónica, cuando fueron trasladadas a Maguncia (Meinz), donde se conservan (Landesmuseum Meinz). 
Las pinturas originales fueron vistas en Praga por el historiador Karel van Mander, quien las citó en su libro de 1604 Schilder-boeck (Libro de pintura) y aseveró que eran genuinas de Durero. En uno de los sucesos culminantes de la guerra de los Treinta Años, ejércitos suecos y sajones saquearon dicho castillo en 1648 y estas obras en concreto acabaron siendo propiedad de la monarquía sueca en Estocolmo, siendo registradas en un inventario de dicha casa real por primera vez en 1652. La reina Cristina, quien prefería el arte italiano, las regaló al rey español Felipe IV en 1654, poco después de abdicar y antes de mudarse a Roma. Quedaron en Estocolmo sendas copias de ambas obras; actualmente subsiste únicamente la de Eva y en muy malas condiciones. 
En la Nochebuena de 1734 el Alcázar de Madrid resultó destruido por un incendio, pero por suerte las dos obras de Durero fueron evacuadas y pasaron al Palacio del Buen Retiro. Décadas después, el rey Carlos III ordenó que ambos cuadros de Durero, junto a otros desnudos, fuesen quemados por su contenido supuestamente obsceno. Por consejo de miembros de su corte y del pintor Mengs, el rey accedió en 1762 a que dichas pinturas de desnudo se trasladasen a la Academia de San Fernando para que sirvieran de ejemplos de enseñanza para los jóvenes artistas. Pero tal medida no se adoptó hasta 30 años después, periodo en el cual Adán y Eva hubieron de permanecer almacenados en el Buen Retiro. En 1792 Bernardo Iriarte retomó la propuesta de enviar a la Academia los desnudos almacenados, que el nuevo rey Carlos IV aceptó. Esta medida se aprobó a condición de que dichos cuadros de desnudo se mantuviesen reunidos en una sala de acceso restringido. Durante el gobierno de José Bonaparte la sala restringida es desmantelada, colgándose las obras de desnudo en salas de libre acceso, pero tal medida sería revertida con el nuevo régimen de Fernando VII.
En 1827 las dos obras de Durero pasaron al Museo del Prado, junto con otras más o menos eróticas. Sin embargo, dado que se trataba de desnudos, se confinaron en una sala cerrada que sólo se visitaba con permisos especiales, y no fueron exhibidas públicamente hasta el año 1838, bajo la dirección de José de Madrazo.
Se conoce un único dibujo preparatorio para estos cuadros: un estudio para el brazo de Eva con la manzana, conservado en el Museo de Arte de Cleveland .
Se conocen diversas copias y derivaciones de esta pareja de obras. Una copia bastante fiel, igualmente realizada en dos tablas, se debe a Hans Baldung Grien (Galería de los Uffizi de Florencia).

## Descripción
Durero representó, en dos tablas independientes, a Adán y Eva. En la de Adán se presenta la figura de éste sobre un fondo oscuro, de manera que toda la atención se centre en la figura masculina que está de pie, pintado de cuerpo entero, sobre un terreno irregular lleno de piedras. El cuerpo de Adán presenta un leve ladeamiento. Sujeta una rama del manzano en el que se encuentra enrollada la serpiente, de tal modo que sus genitales quedan cubiertos con esta rama con hojas y una manzana. Su rostro es joven, de facciones proporcionadas, mostrando una expresión de sorpresa. Sus rizos rubios ondean al viento. 

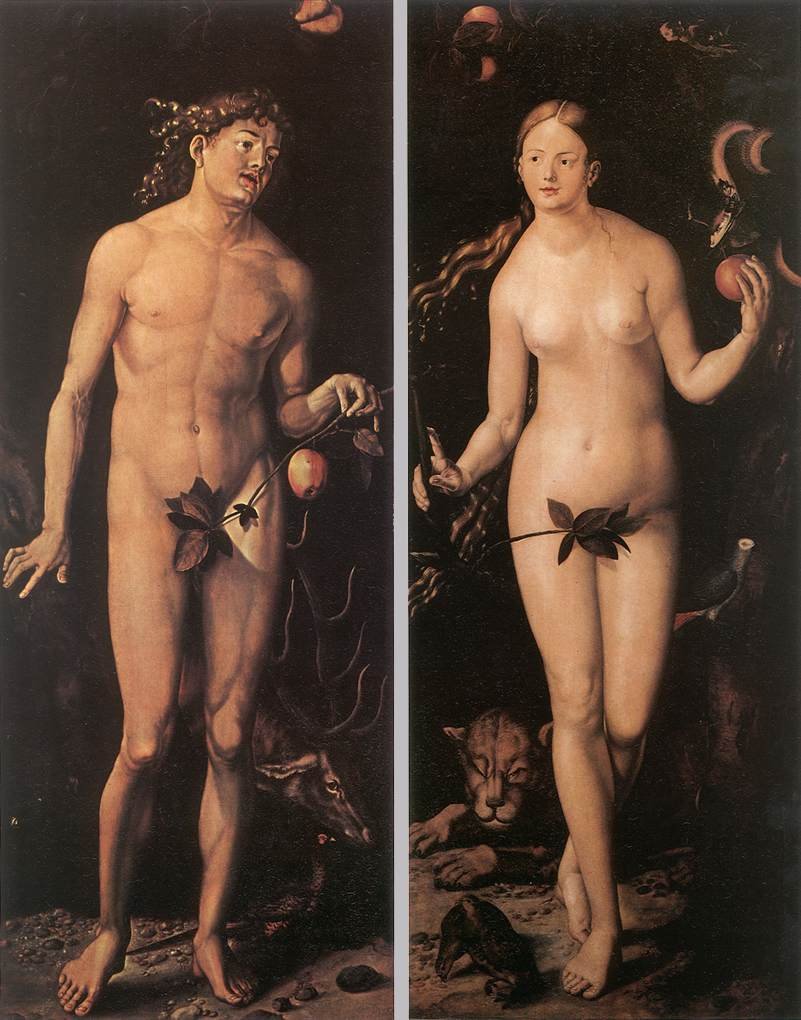
Copia de ambos cuadros, realizada por Hans Baldung Grien hacia 1520 (Galería de los Uffizi de Florencia).

Eva permanece al lado del árbol, viéndose la serpiente enrollada en torno a una de las ramas. También está representada de cuerpo entero, pero su postura es distinta. No ladeada, se presenta de frente, adelantando la pierna derecha. Su sexo, como el de Adán, está tapado; en el caso de Eva, con las hojas de una rama que se encuentra en la zona izquierda de la composición. Como es tradicional en el arte, el color de la piel de Eva es más claro que el de Adán. El rostro de Eva es claro, y aún desprende inocencia. Su larga melena rubia también ondea al viento.
Es en esta tabla donde aparece el cartel que proporciona la fecha de composición: 

Alberto Durero, alemán, la pintó después del parto de la Virgen, en el año del Señor de 1507

También la tabla de Adán ostenta el anagrama de Durero, en este caso en el suelo; se ha pensado que es apócrifo, añadido después, pero durante la restauración de 2009 se comprobó que el pigmento de dicha firma está muy cohesionado con las capas inferiores, por lo que sería de similar antigüedad.
Los cuerpos siguen un canon muy alargado: nueve cabezas de altura, en lugar del canon tradicional de ocho cabezas. Algunos críticos lo atribuyen a una influencia gótica o incluso ven un preludio del manierismo. 
Son los primeros desnudos a tamaño natural en la pintura nórdica. El artista realiza un estudio en profundidad de la anatomía humana y demuestra su gran habilidad como dibujante. Representa la culminación de las búsquedas de Durero del color absoluto y la belleza ideal; se pueden considerar, en su armonía abstracta, la síntesis del ideal de belleza del pintor.
Tanto Adán como Eva están pintados sobre madera de pino, en soportes construidos mediante la unión de varios tablones verticales; el de Eva lo conforman tres, mientras que el de Adán lo conforman cuatro más irregulares y de calidad inferior. Debido en parte a los sucesivos traslados en varios siglos, con las consiguientes vibraciones y altibajos en las condiciones de temperatura y humedad, los soportes de ambas pinturas fueron perdiendo firmeza y ello se intentó enmendar con diversas intervenciones en los siglos XIX y XX, como el clavado de travesaños en el reverso, que indirectamente generaron más grietas en la madera y el consiguiente desprendimiento de partículas de color. Por fin, en 2009 se acometieron los necesarios trabajos de restauración en ambas obras, por lo que se retiraron de su sala. Estos trabajos incluyeron rectificar y afianzar el alabeado o combado del soporte de madera, para lo cual se contó con la colaboración de la Fundación Getty de California. También se retiraron las capas de barnices oxidados. Esta limpieza desveló los tonos originales de Durero, con matices hasta entonces imperceptibles. Las pinturas ya restauradas se presentaron el 24 de noviembre de 2010 en el museo.